# 나카가와 히데나오
나카가와 히데나오(일본어: 中川秀直, 1944년 2월 2일 ~ )는 일본 자유민주당 소속의 중의원 의원으로,  자유민주당 간사장을 지냈다.

## 약력
- 1944년 2월 2일 도쿄도 신주쿠구에서 태어남.
- 1966년 게이오기주쿠 대학 법학부를 졸업.
- 1966년 니혼케이자이 신문에 정치부 기자로 입사.
- 1976년 장인의 뒤를 이어 히로시마에서 신자유클럽 공인으로 중의원 총선거에 출마해 첫 당선.
- 1979년 낙선과 함께 신자유클럽을 탈당.
- 1980년 다시 당선되어 정계에 복귀하고, 자민당에 입당. 국토정무차관, 통산정무차관 등을 역임.
- 1990년 다시 낙선.
- 1993년 다시 당선되어 복귀.
- 1994년 무라야마내각에서 총리의 보좌로, 일본사회당 출신 총리와 자민당 간의 연락 역할을 함.
- 1996년 제1차 하시모토내각에서 과학기술청 장관으로 첫 입각.
- 2000년 7월 제2차 모리내각에서 내각관방장관 겸 오키나와 개발청 장관으로 취임.
- 2000년 10월 애인의 방문이나 우익과의 회식 등 불미스러운 일이 자주 일어나 실력을 발휘하지 못하고, 취임 3개월 만에 사임 위기에 몰림. 이 사임은 모리 내각의 지지율 하락을 부추겼으며, 가토의 난이 일어나는 데에도 영향을 주었다.
- 2002년 10월 자민당 국회대책위원장으로 취임해 복귀. 고이즈미 준이치로 총리의 신임이 깊어, 측근 중의 측근으로 알려진다. 정치 수완도 높이 평가받아 이례적인 장기 유임을 통해, 2005년 7월에는 무라오카 가네조 전 중의원 의원의 국회대책위원장 최장기간 재직 기록인 1023일을 갱신한다.
- 2005년 10월 자유민주당정무조사회장으로 취임.
- 2006년 9월 자유민주당간사장으로 취임.

## 인물상
- 일본신문판매협회의 고문을 지냈고, 고액의 정치 헌금을 받고 있다.
- 신문기자 출신으로, 자신의 홈페이지에 칼럼 연재를 하루도 빠뜨렸던 적이 없다. 여러 신문의 사설이나 논설을 평가하고, 자신의 논리를 전개할 때가 많다.